# Guillermo Covas
Guillermo Covas (La Plata, 1 de fevereiro de 1915 – Santa Rosa, 30 de agosto de 1995) foi um agrônomo, agrostólogo e naturalista argentino.

## Biografia
Em 1938, se graduou como engenheiro agrônomo na Universidade Nacional de La Plata.
Trabalhou durante muitos anos na "Estação Experimental Agropecuária" do Instituto Nacional de Tecnologia Agropecuária (INTA), em Anguil. Lá ajudou a transformar o INTA em sinônimo de recuperação de ambientes degradados, de melhoria ambiental, de agricultura. Foi diretor de 1956 a 1977 e presidente da Diretoria.
Realizou uma tarefa burocrática importante ao lograr que o amaranto fosse incorporado ao Código Alimentar Argentino.
Desempenhou como docente nas Universidades nacionais de La Plata, Buenos Aires, Cuyo e de La Pampa durante 50 anos (de 1938 a 1988).
Publicou 95 trabalhos científicos científicos e técnicos sobre botânica sistemática, citológica, genética, sistemática experimental, conservação de solos e plantas forrageiras.
Na botânica sistemática identificou onze novas espécies vegetais, uma tribo, e onze combinações. Seu maior impacto no setor produtivo foi na fitotecnia, obtendo 30 novos cultivares em alfafa, aveia, cártamo, cevada, pampilho-espinhoso, centeio, falaris, festuca, capim-chorão, sorgo-negro, sorgo-forrageiro, vicia, tricepiro e amaranto.
A possibilidade forrageira das regiões pampeanas semi-áridas e sub-úmidas teve um incremento apreciável devido ao seu trabalho como fitotecnista no INTA.